# Аруга, Косаку
Косаку Аруга (яп. 有賀 幸作; 1897—1945) — японский военно-морской офицер, вице-адмирал. Последний командир флагмана Императорского флота Японии линкора Ямато. Погиб вместе с кораблём в последнем походе к Окинаве.

## Биография
Родился в префектуре Нагано. В 1917 году закончил 45-й класс японской императорской морской академии, заняв 58-е место из 89 курсантов. В звании мичмана служил на крейсере IJN Iwate (1917 г.) и линкоре IJN Hyūga (1918 г.). Затем, получив звание энсина, в 1918—1919 гг. прошел и окончил базовые курсы артиллерийского и торпедного вооружения. С 1919 — по ноябрь 1922 года служил на ряде эсминцев: IJN Minazuki, IJN Nenohi, IJN Akebono, IJN Aoi, IJN Hatsuharu. С ноября 1922 года по ноябрь 1923 года служил на линкоре IJN Nagato. В 1923 году проходит и оканчивает продвинутые курсы торпедного вооружения и в декабре получает звание капитан-лейтенанта. После этого он служил в 1924—1927 гг. в качестве главного торпедного офицера на эсминцах IJN Akikaze и IJN Kikuzuki, а далее на легких крейсерах IJN Naka (1927 — 28 гг.) и IJN Kiso (1928 — 29 гг.).
В ноябре 1929 года Аруга стал командиром эсминца IJN Yugao и получил звание капитана 3-го ранга. Далее в 1930—1934 гг. командовал эсминцами: IJN Fuyo, IJN Tachikaze, IJN Akikaze, IJN Matsukaze, IJN Inazuma . В 1935 — 37 гг. служил в штабе на суше в базе ВМФ (鎮海警備府 Chinkai Keibifu) в Корее. В ноябре 1935 года получил звание капитана 2-го ранга (中佐 тю: са). В декабре 1937 года вновь выходит в море в качестве исполнительного офицера на крейсере IJN Sendai.
Впоследствии Аруга командовал 1-м дивизионом тральщиков (1938 — 39 гг.), 11-м дивизионом эсминцев (1939 — 41 гг.), и получил звание капитана 1-го ранга (大佐 тайса) в ноябре 1940 года.

### Вторая Мировая война
С июня 1941 года, Аруга командовал 4-м дивизионом эсминцев, который участвовал в Битве у атолла Мидуэй и в Битве у восточных Соломоновых островов. В ходе сражения у атолла Мидуэй, Аруга находился на борту своего флагмана IJN Arashi. Эсминцем был подобран сбитый американский летчик — торпедоносец с авианосца USS Yorktown энсин Уэлсли Ф. Осмус. Его допросили, получив важные сведения о составе авианосной группы американцев, а затем казнили.
В феврале 1943 г. проходил переподготовку и затем в марте 1943 года, был переведен командиром на тяжелый крейсер IJN Chokai. В июне 1944 года, из-за заболевания малярией был переведен в Японию. Там Аруга служил в качестве главного инструктора в Торпедной школе до ноября этого года, а затем был переведен в штаб 2-го Флота.

### Последний поход и гибель
25 ноября 1944 года, Косаку Аруга получил в командование линкор IJN Yamato. Линкор находился в ремонте и попутно проходил модернизацию, которая закончилась в январе 1945 года и оказалась для него последней. В апреле 1945 года, в рамках операции — Тен-Го, IJN Yamato был назначен на самоубийственную миссию против американских сил в битве за Окинаву. Утром 6 апреля 1945 года соединение японских кораблей вышло в море.
Линкор IJN Yamato и эсминец во время операции Ten-Go.
На рассвете 7 апреля адмирал Спруэнс послал 40 самолётов на поиск японских кораблей. В 8.22 они были обнаружены. Когда японцы подошли на расстоянии 445 км от Окинавы, с авианосцев 58-го оперативного соединения стартовали 380 самолётов с целью их уничтожения.
В 12.10 к эскадре приблизились 200 самолётов. В 12.40 в результате атаки две бомбы упали вблизи главной мачты линкора IJN Yamato, а в левый борт корабля ударила торпеда, выпущенная с самолёта. Серьёзно поврежденный линкор снизил скорость до 18 узлов, однако ещё сохранял боеспособность.
Командир корабля контр-адмирал Косаку Аруга по-прежнему держал курс на Окинаву. В это время вице-адмирал Ито (командующий соединением, находился на IJN Yamato) издал приказ, чтобы все корабли увеличили скорость и чаще меняли направление, что позволило бы уклоняться от бомб, ракетных снарядов и торпед, и одновременно распорядился вести огонь по самолётам противника осколочными снарядами, включая и орудия крупных калибров.
В 13.35 очередная волна из 150 самолётов пикировала на японские корабли. В левый борт линкора попали пятая и шестая по счету торпеды, ещё семь бомб взорвались на его средней палубе. Погибла половина расчетов зенитных орудий. Скорость корабля снизилась до 9 узлов. В машинное отделение начала поступать вода. Когда в 14.00 восьмая торпеда попала в правый борт корабля, капитан корабля Аруга приказал идти IJN Yamato на север. По японской традиции умершего человека всегда кладут головой на север — Аруга хотел сделать то же самое с серьёзно поврежденным кораблем. Однако из-за выхода из строя устройства управления выполнить это не удалось. Вскоре подоспела четвёртая волна самолётов. Три следующие торпеды пробили корпус линкора. Крен корабля увеличился до 18°, а скорость упала до 7 узлов. Произошел взрыв 1700 снарядов тяжелых орудий башни № 1.
Вышли из строя все средства внешней и внутренней связи, а также рулевое устройство. Башнеобразная надстройка была изрешечена пулемётным огнем с американских самолётов: потери персонала в надстройке были очень большими. В центре всего этого ада на стуле продолжал безмолвно сидеть командующий соединением вице-адмирал Ито. Он не произнес ни слова с момента начала атаки, предоставив действовать командиру корабля. Возможно, он хотел выразить таким образом свое отношение к этому безнадежному делу, против которого всячески сопротивлялся и которое был вынужден выполнять. Капитан 1-го ранга Джиро Номура, старший помощник командира линкора, в 14:05 убедился, что крен корабля выровнять невозможно, о чём доложил командиру. После этого вице-адмирал Ито, который весь бой находился на мостике, объявил операцию законченной и приказал покинуть корабль. Эсминцу IJN Fuyutsuki было приказано подойти к борту и помочь в эвакуации экипажа. В 14.15 двенадцатая торпеда ударила в левый борт. Крен корабля достиг 30°. Поскольку линкор тонул быстрее, чем к нему подходил эсминец, то командир IJN Fuyutsuki капитан 2-го ранга Хидечика Сакума держался на дистанции, опасаясь, что его корабль затянет в водоворот. На IJN Yamato остались вице-адмирал Ито, капитан корабля Аруга, его заместитель капитан 1-го ранга Номура и начальник штаба Морисита. Адмирал Ито обменялся рукопожатиями с офицерами на мостике и ушел в свою каюту, чтобы умереть вместе с кораблем. Командир линкора Косаку Аруга привязал себя к нактоузу на мостике, чтобы также разделить судьбу корабля. Морисита яростно спорил с другими офицерами, которые хотели последовать примеру своего командира. Ему удалось их убедить, и они вместе ушли с мостика. Портреты императора и императрицы были сняты со стен и брошены на воду, чтобы они не утонули вместе с кораблем. Корабль уже валился на левый борт, когда в 14:17 в него попала последняя торпеда. Через три минуты последовал взрыв, отправивший линкор на дно. Этот взрыв спас Мориситу, сбросив его в море.
Капитан IJN Yamato
Аруга не оставил свой корабль, и погиб вместе с ним. Посмертно ему было присвоено звание вице-адмирала (перескочив через звание контр-адмирала, хотя ряд источников утверждает, что линкором он командовал уже в звании контр-адмирала).

### Хронология получения званий
В таблице перечислены основные этапы карьеры Аруга Косаку во флоте.
| Дата       | Звание                 | Звание на яп.                           |
| ---------- | ---------------------- | --------------------------------------- |
| 24.11.1917 | Мичман                 | яп. 海軍少尉候補生 Kaigun Shōi-Kouhosei |
| 01.08.1918 | Лейтенант              | яп. 海軍少尉 Kaigun Shōi                |
| 01.12.1920 | Старший лейтенант      | яп. 海軍中尉 Kaigun Chūi                |
| 01.12.1923 | Капитан-лейтенант      | яп. 海軍大尉 Kaigun Taii                |
| 30.11.1929 | Капитан 3 ранга        | яп. 海軍少佐 Kaigun Shōsa               |
| 15.11.1935 | Капитан 2 ранга        | яп. 海軍中佐 Kaigun Chūsa               |
| 15.11.1940 | Капитан 1 ранга        | яп. 海軍大佐 Kaigun Daisa               |
| 07.04.1945 | Вице-адмирал посмертно | яп. 海軍中将 Kaigun Chūjō               |